# 孔昭寀
孔昭寀（？—？），江蘇省揚州府寶應縣人，祖籍山東曲阜，清朝政治人物。
南河同知孔继荣之孫。光緒十五年（1889年），参加光緒己丑科殿試，登進士二甲132名。同年五月，著交吏部掣签，分发各省以知县即用。掣簽山東知縣，奉命从事河工。三月十四日，风浪大作，淹没长清河流。